# ニューグレンジ

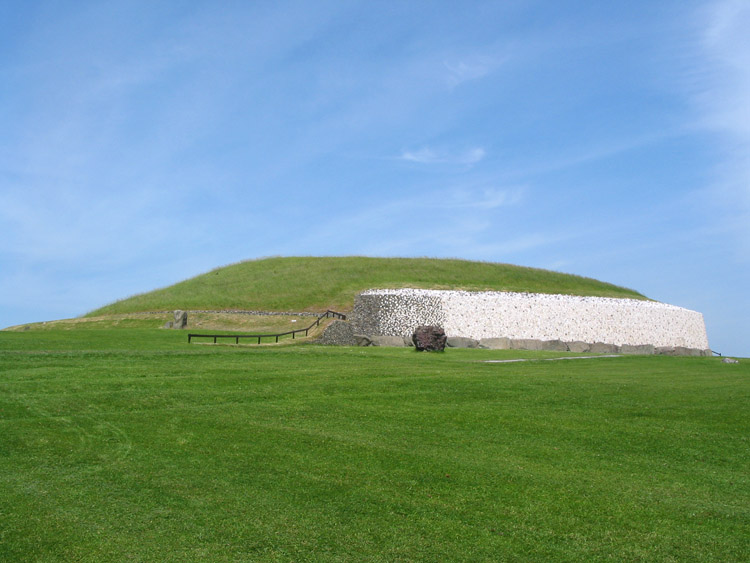
ニューグレンジ

ニューグレンジ（英語: Newgrange、アイルランド語: Sí an Bhrú）は、アイルランド・ミース県のブルー・ナ・ボーニャ遺跡群にある羨道墳の1つ。世界的にも有名な先史時代の遺跡の1つであり、アイルランド島で最も有名な先史時代の遺跡である。1年で最も日が短い冬至の明け方、太陽光が長い羨道に真っ直ぐ入射し、部屋の床を短時間だけ照らすように建設されている。

## 歴史
本来のニューグレンジは、紀元前3100年から紀元前2900年の間に建設された。つまり約5000年前のものである。放射性炭素年代測定によれば、エジプトのギザの大ピラミッドよりも500年ほど古く、ストーンヘンジよりも約1000年先行している。
新石器時代には、ニューグレンジが何らかの儀式に使われ続けたと見られている。新たな記念碑として、中央の塚の南東の環状木柱列や西の小さな環状木柱列が追加された。東の環状木柱列は穴が5重の同心円状に並んでいる。外側の穴の列には木柱も残っていた。次の列の穴は内側が粘土で覆われていて、動物の死骸を燃やすのに使われていた。さらに内側の3つの穴の列には動物の骨を埋めるのに使われていた。この環状木柱列からは、ビーカー式土器や燧石の破片が見つかっている。西の環状木柱列には掘立柱の跡が二重の同心円状に並び、その直径は20メートルである。
塚の南側と西側の周辺に粘土の同心円状の塚が建設され、それ以前にあった柱（一部、燃えた跡がある）と溝の2本の平行線から成る構造を覆っている。塚を取り巻くように、大きな石を環状に並べた構造が建設されている。入り口付近には17カ所で火を灯した跡がある。ニューグレンジのこのような構造はブルー・ナ・ボーニャのいくつかのヘンジ（Newgrange Site A、Newgrange Site O、Dowth Henge、Monknewtown Henge）と共通である。

### 発掘と復元

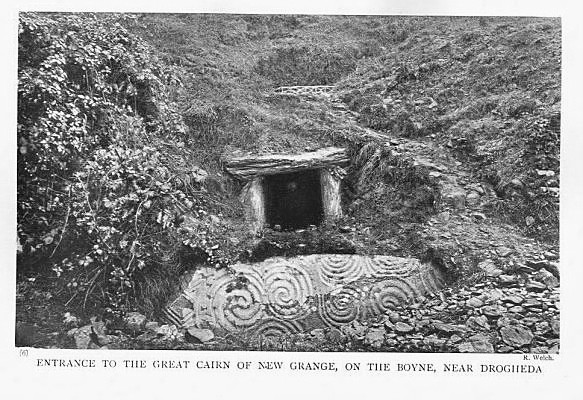
1905年に撮影されたニューグレンジの入り口部分

ニューグレンジとその秘密は塚が崩れたため、五千年近くにわたって土中に秘匿されていた。1142年、この地はシトー派のメリフォント修道院の所有する農地の一部となった。この農地は 'granges' （「農場」の意）と呼ばれた。1378年には 'the new grange' がそのまま地名となった。1688年の名誉革命の際にこの土地が没収され、チャールズ・キャンベルが新たな領主となった。1699年夏、キャンベルの使用人たちが建材用の石を探していて遺跡を発見した。彼らが最初に発見したのは、入り口にあった彫刻が施された石である。間もなく彼らは洞窟と思われるものを発見したが、さらなる調査でそれが大きな部屋に通じる人工の長く狭い通路であることが判明した。使用人たちがキャンベルにその発見を知らせると、キャンベルはウェールズの好古家で博物学者・言語学者のエドワード・ルイドに連絡した。ルイドが調査を行ったため、一般にルイドが発見者といわれるようになる。2体の人骨を発見したという「主張」により、この塚は墓だと確信されるようになった。この塚を墓とすることに最初に疑問を呈したのは、英国第10歩兵連隊所属の陸軍士官で測量技師のチャールズ・ヴァレンシー（アイルランド名 Cathal Uabhallansi）だった。彼はこの巨石を使った塚が墓所というよりも天文学に関連した施設だと信じていたが、当時は嘲笑されるだけだった。1983年、マルチン・ブレナンは著書 The Stars and the Stones: Ancient Art and Astronomy in Ireland で、この塚が墓所だという説がまやかしであることを詳細に論破した。
ユニバーシティ・カレッジ・コーク考古学科の Michael J. O'Kelly 教授の指揮で、1962年から1975年までニューグレンジの発掘と復元を実施した。石と芝生で覆われた塚であり、97個の大きな縁石で囲まれ、そこに白い珪岩と花崗岩でできた内側にやや傾斜した高い壁がある。石の多くは周辺（半径20km以内）のものだが、正面の壁に使われている珪岩と花崗岩の産地はもっと遠く、おそらくウィックローとダンドーク湾から運ばれたものと考えられている。
復元に際して、ほぼ垂直な鉄筋コンクリートの壁を塚の入り口から両側に建設し、そこに石壁を形成する白い珪岩などを固定するようにした。このような復元方式は特に考古学界で論争を呼んだ。批判的な考古学者は、この塚が建設された当時、このような角度で石壁を固定する技術は存在しなかったと主張している。白い珪岩は塚の前に敷き詰められ、広場になっていたという説もある。ノウスではそちらの説が採用され、復元に際して珪岩の石を塚の前に敷き詰めて広場を形成した。

## 特徴
ニューグレンジの塚は差し渡し76メートル、高さ12メートルで、面積は0.4ヘクタールである。塚の内部には塚の差し渡しの3分の1ほどの長い通路が真っ直ぐ伸びていて、その先端に十字型の部屋がある。通路自体は18メートル以上ある。墓室と思われる部屋の屋根は持送りアーチになっていて、最高点は床から6メートルの高さである。屋根は5000年の間そのまま保持され、防水性も保ったままだった。

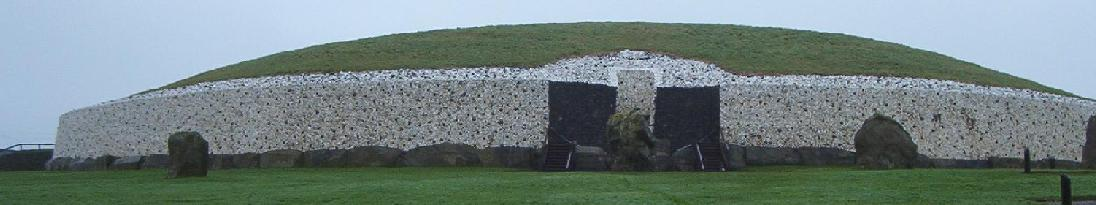
正面全景

ニューグレンジ周辺にはいくつも羨道墳があり、ノウスやドウスが有名である。それらはニューグレンジと同時代のもので、それらと37個の小さめの墳墓がブルー・ナ・ボーニャの遺跡群を形成している。

### 美術

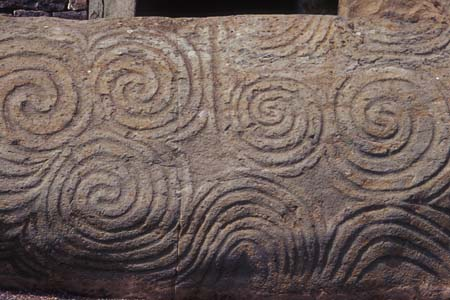
入り口前にあった彫刻を施された巨石

入り口にある巨大な石の平板には渦巻き模様と菱形紋があり、この3つの渦巻き模様はニューグレンジ特有のもので、通路や石室内にもある。マン島、シチリア、北ウェールズのアングルシー島の羨道墳などに見られる三脚巴にも似ている。ニューグレンジには他の縁石にも同様の彫刻が見られる（特に52番と67番）。しかし、ブルー・ナ・ボーニャ全体で見れば、ノウスの方が彫刻された巨石が多い。Martin Brennan はボイン渓谷の巨石芸術について詳細に研究している。彼は塚の用途を天文学的なものだと考え、そのことと関連付けてそれらの模様を象形文字として解読しようとした。

### 冬至のイベント

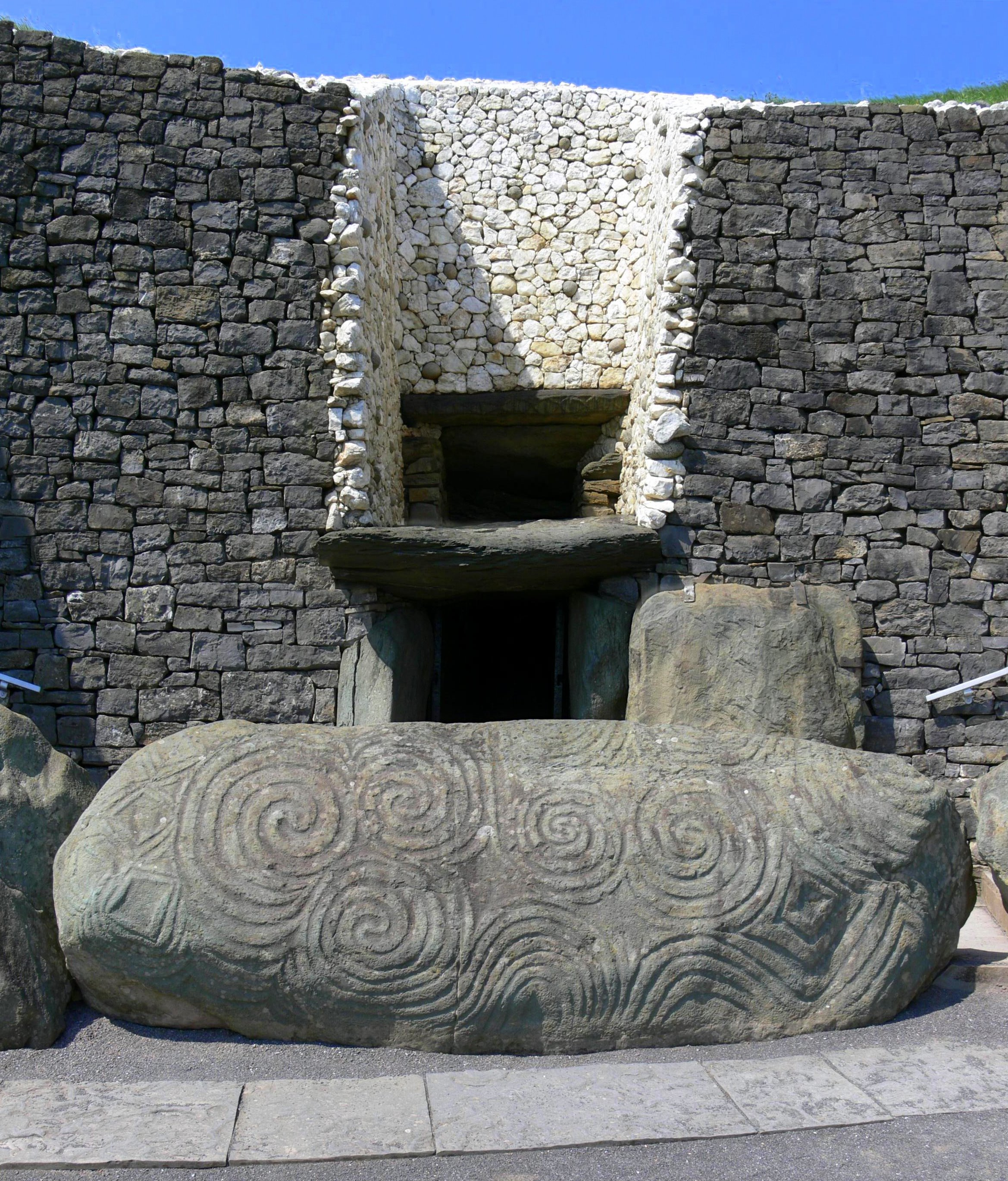
入り口の上にルーフボックスがある。

年に1度冬至の朝、日の出の際の太陽光が約17メートルの長い通路に射し込み、部屋の床を照らす。偶然このようになったとは考えにくい。M. J. O'Kelly は1967年12月21日、現代人としては初めてこのイベントを観測した。
太陽光は、おそらくこのために考案されたと思われるルーフボックスと呼ばれる入り口のすぐ上の開口部から射し込む。羨道墳でこのように太陽光を考慮して設計されたものは一般的ではなく、ルーフボックスを備えた数少ない羨道墳である（他に Carrowkeel Megalithic Cemetery の Cairn G がある）。ルーフボックスは入り口の上にあるため、やや斜め上方から日光が射し込むため、石室の床が照らされることになる。
現在は日の出から4分後に日光が射し込むようになっているが、地球の歳差に基づいて計算すると、5000年前には日の出と同時に日光が射し込んでいた。ニューグレンジの正確さは、同様な現象が見られるドウスやスコットランド沖にあるオークニー諸島のメイズハウよりもずっと高度である。
今では、ニューグレンジを訪れた観光客にこのイベントを再現して見せるため、電灯を使っている。ツアーの最後に観光客が石室にいる状態で照明を切り、冬至の日の出方向から電灯で石室を照らす。このため、どの時期に訪れても冬至のイベントを疑似体験できる。また、ニューグレンジを訪れた人々にはくじが配布され、抽選で何人かが冬至当日のイベントに招待される。このくじの導入と電灯を使ったイベントの再現により、ニューグレンジは人気の観光地となっている。

## 目的と用途
考古学界では、ニューグレンジは墓だとする説が優勢である。最深部の十字型の部屋には石の鉢がいくつもあり、そこに火葬された人骨が置かれていた。発掘に際して5体分の人骨の一部が見つかっており、これが墳墓説の論拠となっている。しかし天文学、工学、周辺の遺跡群との位置関係や神話も考慮した解釈もいくつか提唱されている。これが建設された新石器時代には、太陽が信仰の中で重要な一部となっていたとよく言われている。また、ノウス、ドウス、さらには Lough Crew のケアンの配置は、これらが暦や天文学の装置として機能していたという説を補強している。かつてニューグレンジの塚の周囲には巨石の柱が環状に建てられていたとされ、37個あったと思われる巨石柱のうち現存するのは12個である。しかし炭素年代測定によると、巨石柱で塚を囲むようになったのは約1000年後の青銅器時代のことだった。巨石柱の位置は後世に建てられた環状木柱列と交差しているため、巨石柱がいったん移され、後に元の位置に戻されたとする説もある。これらからニューグレンジは数千年に渡って使われ続けたと見られており、たった5体しか埋葬されていない点との矛盾が指摘されている。

## アイルランド神話におけるニューグレンジ
アイルランド神話によれば、ニューグレンジは妖精 (sidhe) の塚であり、トゥアハ・デ・ダナーンが住んでいた。ダグザ神が建てたが、息子オェングスが後に父からそれを騙し取った。オェングスの母である女神ボアーンの名を冠している。ボアーンはまた、ボイン川を作ったとされている。別の物語では、英雄クー・フーリンが建てたとされている。ニューグレンジにまつわる神話はアイルランドの歴史と神話のうちでもケルト人の時代のものが多いが、この遺跡はケルト時代の2000年以上前から存在していた。

## レイライン説
ロッホクル、ニューグレンジなどは、天体観測も行っていたダーナ神族とかかわりがあり、ひとつのレイラインを形成していてラインはフランスにある巨石群にまでつながっている、ともされる。